# Centaurea gloriosa
Centaurea gloriosa — вид квіткових рослин айстрових (Asteraceae). Ендемік Хорватії.